# フェルナンド・パチェコ
フェルナンド・パチェコ・フローレス（Fernando Pacheco Flores, 1992年5月18日 - ）は、スペイン・エストレマドゥーラ州バダホス出身のプロサッカー選手。RCDエスパニョール所属。ポジションはゴールキーパー。

## 経歴
経験豊富なゴールキーパーで、手堅く、反射神経に優れ1対1で強さを発揮する。
2006年にレアル・マドリードの下部組織へ加入し、2011年12月20日のコパ・デル・レイ・SDポンフェラディーナ戦（5−1）でトップチームデビューを果たした。トップチームデビュー後はセカンドチームのレアル・マドリード・カスティージャでプレイ。2014−15シーズンにはトップチームに昇格したがリーグ戦の出場機会は訪れなかった。
2015年8月8日、デポルティーボ・アラベスへ3年契約で移籍。
2022年8月10日、プリメーラ・ディビシオンに昇格したUDアルメリアにフリーで加入し、4年契約を結んだ。10月23日、リーグ第11節のビジャレアルCF戦で先発フル出場するも、1-2で試合に敗れ、これ以降公式戦出場の機会は訪れなかった。
2023年1月31日、RCDエスパニョールへ完全移籍し、2年半契約を結んだ。

## 所属クラブ
- レアル・マドリードC 2011-2013
- レアル・マドリード・カスティージャ 2012-2014
- レアル・マドリード 2014-2015
- デポルティーボ・アラベス 2015-2022
- UDアルメリア 2022-2023
- RCDエスパニョール 2023-

## タイトル

### クラブ
レアル・マドリード
- UEFAスーパーカップ : 1回 (2014)
- FIFAクラブワールドカップ : 1回 (2014)

アラベス
- セグンダ・ディビシオン : 1回 (2015-16)